# Scott Fava
Pour les articles homonymes, voir Fava.

a Compétitions nationales et continentales officielles uniquement.

b Matchs officiels uniquement.
Dernière mise à jour le 25 juillet 2018.
Scott Fava, né le 19 janvier 1976 à Auburn (Australie), est un joueur de rugby à XV international australien qui joue au poste de troisième ligne centre (1,89 m et 102 kg).

## Carrière

### En club
- 1999-2001 : Queensland Reds
- 2001-2006 : ACT Brumbies
- 2006-2008 : Western Force
- 2009 : Waratahs

### En équipe nationale
Il a eu sa première cape le 12 novembre 2005 à l’occasion d’un match contre l'équipe d'Angleterre. 

## Palmarès

### En club
- Vainqueur du Super Rugby en 2001 et 2004 avec les Brumbies.

### En équipe nationale
- Nombre de test matchs avec l'Australie : 5[2]
- 1 essai marqué (5 points).
- Test matchs par année : 2 en 2005 et 3 en 2006